# Liberty Bell

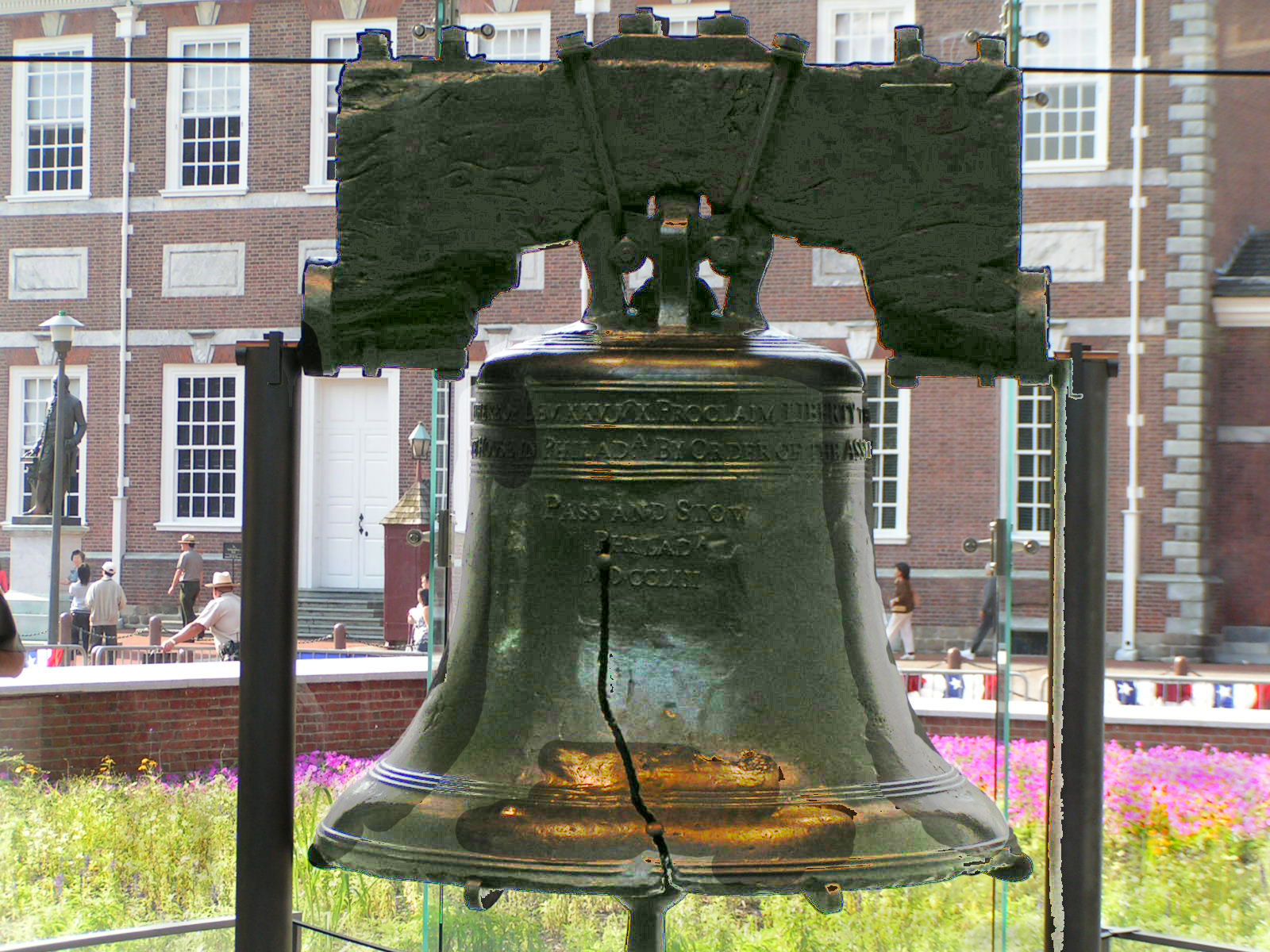
De Liberty Bell

De Liberty Bell is een beroemde en historische klok in Philadelphia in de Verenigde Staten. De klok is een van de bekendste symbolen van de Amerikaanse Onafhankelijkheidsoorlog en staat bekend als symbool voor de vrijheid in het algemeen. De Liberty Bell is gehuisvest in een paviljoen gelegen tegenover Independence Hall in Philadelphia.
Volgens de overlevering werd de klok op 8 juli 1776 geluid om de burgers van Philadelphia samen te roepen voor het voorlezen van de Declaration of Independence. Ook in 1774 had de klok geluid, toen om de opening van het First Continental Congress aan te kondigen. De klok zou ook geslagen hebben na de Battle of Lexington and Concord in 1775, iets wat historici vaak met een korrel zout nemen.
De Liberty Bell stond ook bekend als de Independence Bell of de Old Yankee's Bell, tot de Amerikaanse abolitionistische beweging de klok als symbool overnam in 1837.
In de 19e eeuw ontstond er een scheur in de klok. De huidige brede scheur is het resultaat van verscheidene reparatiepogingen.
In 1893 componeerde John Sousa een mars die hij naderhand de titel Liberty Bell March gaf.